# Miuroglanis platycephalus
Miuroglanis platycephalus is een straalvinnige vissensoort uit de familie van de parasitaire meervallen (Trichomycteridae). De wetenschappelijke naam van de soort is voor het eerst geldig gepubliceerd in 1889 door Eigenmann & Eigenmann.